# Sedella congdonii
Sedella congdonii är en fetbladsväxtart som först beskrevs av Alice Eastwood, och fick sitt nu gällande namn av Britt. och Rose. Sedella congdonii ingår i släktet Sedella och familjen fetbladsväxter. Inga underarter finns listade i Catalogue of Life.